# Viaduc-métro de Charenton
Vous lisez un « bon article » labellisé en 2020.
Ne doit pas être confondu avec Pont de Charenton.
Le viaduc-métro de Charenton est un ouvrage d'art ferroviaire de type pont à poutres situé dans le département français du Val-de-Marne en région Île-de-France. Il relie les communes de Charenton-le-Pont et Maisons-Alfort en franchissant la Marne, l'autoroute A4 et la route départementale 103. Mis en service en 1970, le viaduc est emprunté par les rames de la ligne 8 du métro de Paris.
La longueur totale de l'ouvrage est de 199 m. Constitué de poutres en acier reposant sur des piles en béton, il a la particularité d'être en pente continue en raison du dénivelé entre les deux rives de la Marne. Il est rénové pour la première fois en 2011.

## Situation
Le viaduc est situé entre les stations Charenton - Écoles et École vétérinaire de Maisons-Alfort. Il franchit successivement la route départementale 103, l'autoroute A4 puis la Marne. Charenton-le-Pont étant située sur un coteau surplombant la Marne, il est en pente afin de compenser le dénivelé entre les deux stations. L'ouvrage est encadré de deux trémies permettant à la ligne 8 de replonger en souterrain.
Les ponts encadrants sont le pont de Charenton, à l'est, et le viaduc ferroviaire de la ligne de Paris-Lyon à Marseille-Saint-Charles, à l'ouest. L'ouvrage se situe à une centaine de mètres seulement de la confluence de la Marne et de la Seine.

## Caractéristiques techniques

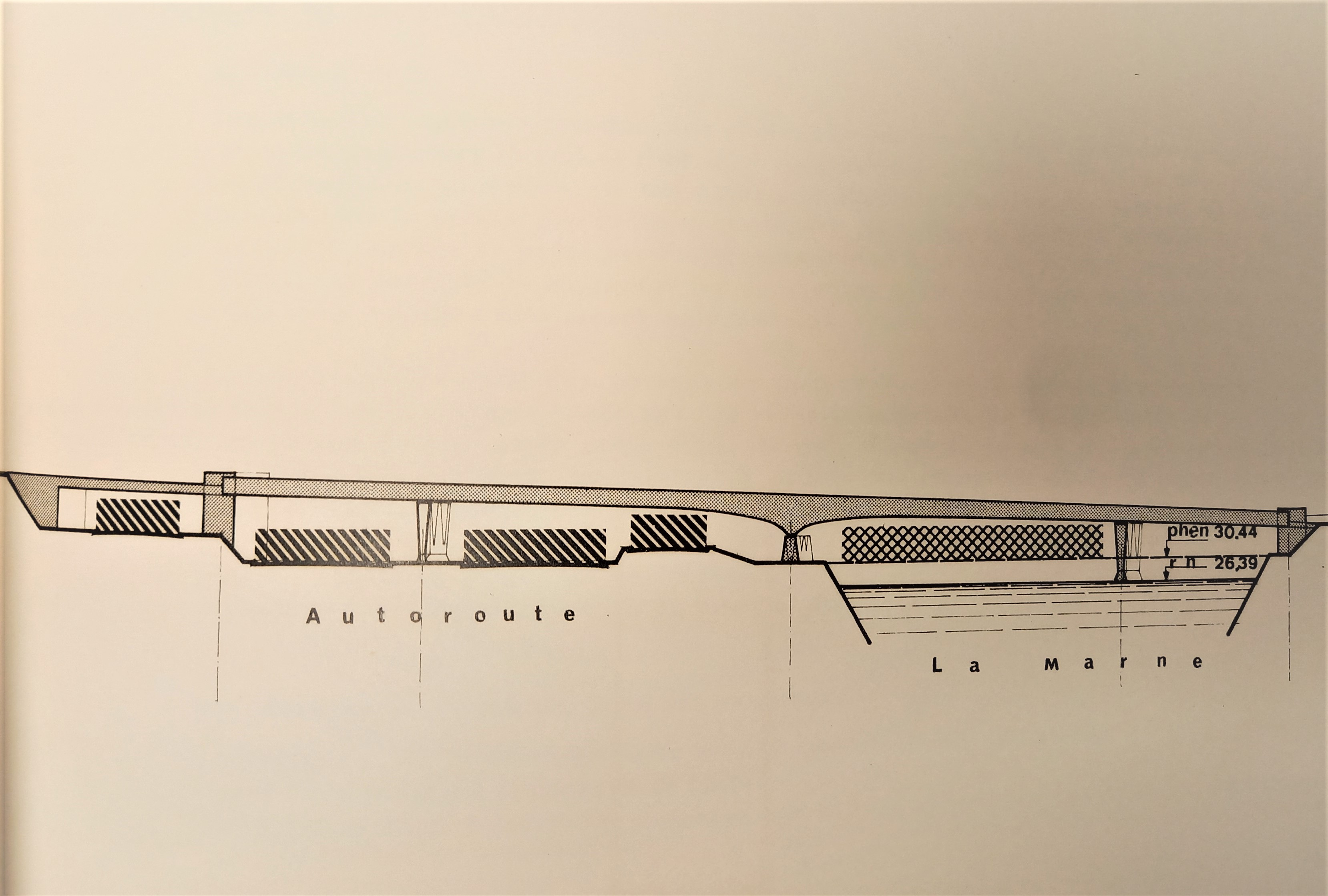
Coupe longitudinale de l'ouvrage.

La longueur totale du viaduc est de 199 m, avec une hauteur moyenne de 15,05 m entre le rail et le niveau des eaux. L'ouvrage est en pente continue de 41 mm/m en direction de Maisons-Alfort. Il est composé de deux travées centrales de 55,5 m et de deux travées latérales de 30 m. L'ensemble repose sur six appuis pour trois piles en béton, dont une est établie dans le lit de la rivière.
Le tablier en acier a fait l'objet d'une recherche esthétique pour s'intégrer dans le paysage. Il est constitué d'une poutre continue qui est soutenue par deux poutres verticales à âme pleine situées entre les deux voies de circulation. Encadrant la partie inférieure des trains, elles permettent de réduire le bruit de roulement. La voie repose sur du ballast, lui-même posé sur une dalle en béton.

## Histoire
Devant l'engorgement du pont de Charenton, il est décidé en 1965 de prolonger la ligne 8 depuis Charenton - Écoles vers Maisons-Alfort et Créteil. Pour cela la ligne doit franchir la Marne mais le dénivelé entre les deux rives est trop important pour permettre de passer sous la rivière, Charenton étant situé sur un plateau. La solution retenue est donc celle d'une traversée aérienne à l'aide d'un viaduc, une première dans le métro parisien depuis 1909.

Ce prolongement, qui était prévu dès les années 1930, avait été différé à cause de la Seconde Guerre mondiale. Pour anticiper la construction du métro, des immeubles avaient été expropriés en 1937 dans la rue de Paris à Charenton, notamment l'hôtel du Plessis-Bellière. La partie haute du square Jules Noël et la place de Valois ainsi que les immeubles qui la bordent ont été construits à l'emplacement des bâtiments détruits.

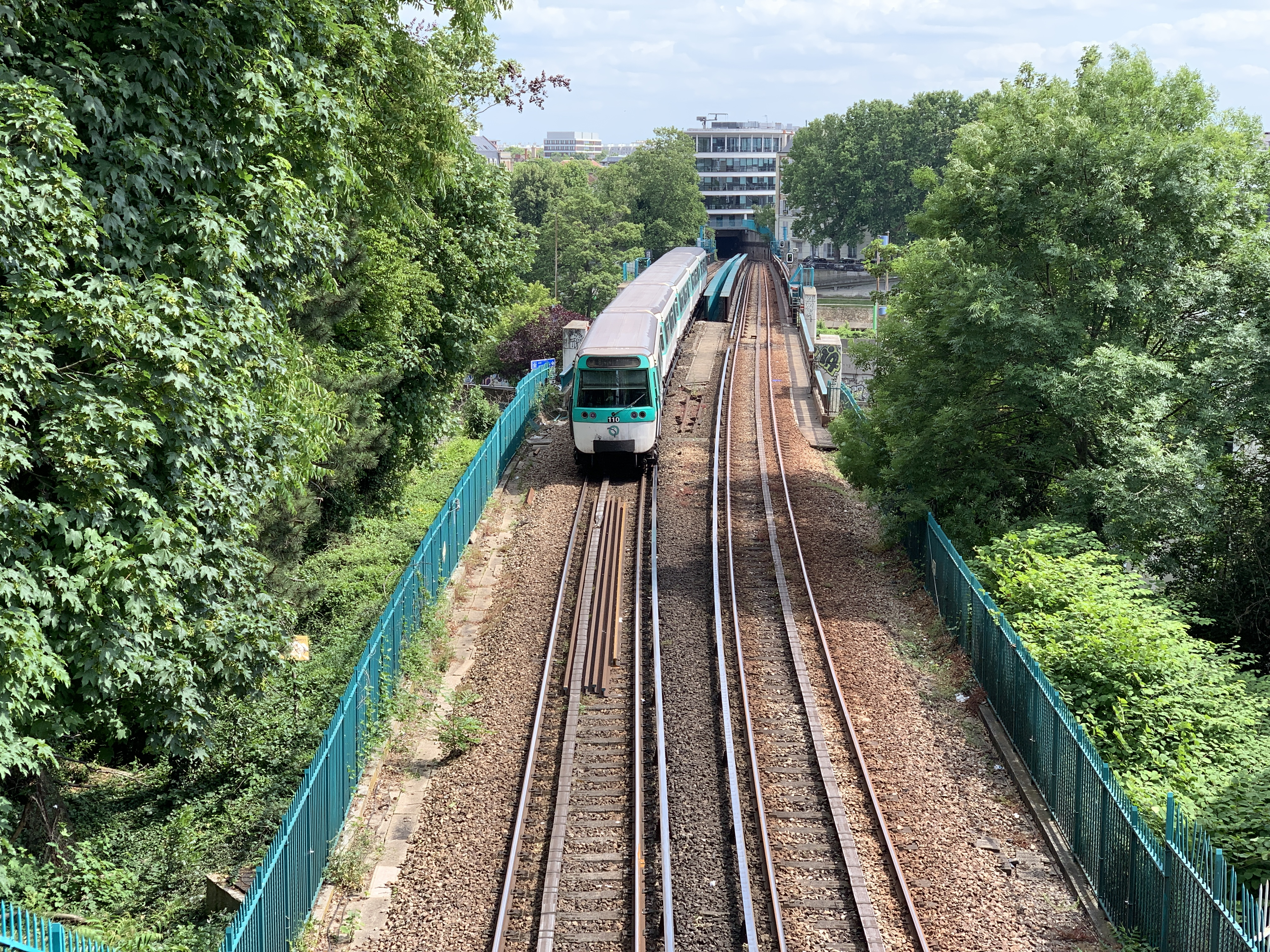
Un MF 77 franchit le viaduc en direction de Paris.

La construction du viaduc débute au printemps 1968 avec l'édification des piles. Les poutres métalliques sont posées au mois de juin 1969 et l'ouvrage est achevé au mois de novembre, ce qui permet d'y réaliser des essais en charge à l'aide de rames Sprague-Thomson à cinq motrices. L'ouvrage est ouvert à la circulation le 19 septembre 1970, avec l'extension de la ligne 8 de Charenton - Écoles à Maisons-Alfort - Stade.
Dans le cadre de l'extension de la ligne 8 à Pointe du Lac, le viaduc est fermé pour travaux durant les étés 2010 et 2011, une navette de remplacement étant mise en place pendant cette période. L'objectif de cette rénovation est d'améliorer l'isolation sonore de l'ouvrage et de l'adapter au trafic plus important lié à l'extension. Après dépose de la voie et du ballast, la dalle en béton est remplacée puis recouverte d'un revêtement antivibratile en caoutchouc qui permet de réduire les nuisances sonores de 10 dB au passage de chaque rame. À cette occasion, le viaduc est repeint et adopte une couleur bleu-vert qui remplace le gris-bleu d'origine. Le coût total des opérations s'élève à quatre millions d'euros.